# Hakenfelde
Hakenfelde, på tyska officiellt Berlin-Hakenfelde, är en stadsdel (Ortsteil) i västra Berlin, belägen i norra delen av stadsdelsområdet Spandau. Stadsdelen hade 27 395 invånare i juni 2015.

## Geografi
Hakenfelde ligger i Havels floddal i östra utkanten av det historiska kulturlandskapet Havelland. Den södra gränsen för stadsdelen löper längs Radelandstrasse – Hohenzollernring – Neuendorfer Strasse till Schultheiss-Quartier, och skiljer stadsdelen från stadsdelarna Falkenhagener Feld och Spandau. Floden Havel utgör i öster gränsen mot stadsdelarna Haselhorst, Konradshöhe och Tegel.
I norr och väster gränsar Hakenfelde till Hennigsdorf, Schönwalde-Glien och Falkensee i förbundslandet Brandenburg, och längs Berlins stadsgräns här gick mellan 1961 och 1989 Berlinmuren.